# 30216 Summerjohnson
30216 Summerjohnson è un asteroide della fascia principale. Scoperto nel 2000, presenta un'orbita caratterizzata da un semiasse maggiore pari a 2,2788185 au e da un'eccentricità di 0,1380566, inclinata di 6,63174° rispetto all'eclittica.
L'asteroide è dedicato all'insegnante statunitense Summer Johnson.